# Andrew Lloyd Webber

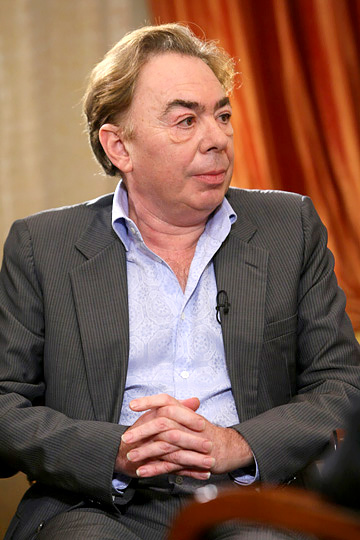
Andrew Lloyd Webber (2008)

Andrew Lloyd Webber, Baron Lloyd-Webber, KG (* 22. März 1948 in London) ist ein britischer Komponist. Er ist vor allem für seine zahlreichen Musicals bekannt. Als Emmy-, Oscar-, Tony-Award- und Grammypreisträger gehört Lloyd Webber zum kleinen Kreis der Personen, die alle vier großen Preise der amerikanischen Unterhaltungsindustrie (EGOT) in einer regulären Wettbewerbskategorie gewonnen haben.

## Herkunft und Ausbildung
Andrew Lloyd Webber, der Sohn des Komponisten William Lloyd Webber und der Pianistin und Lehrerin Jean Hermione Johnstone (1921–1993), wuchs mit dem jüngeren Bruder Julian (* 1951) auf, der als Cellist bekannt ist. Andrew Lloyd Webber begann im Alter von sechs Jahren mit dem Komponieren und veröffentlichte mit neun Jahren seine erste Suite. Nachdem er ein Geschichtsstudium am Magdalen College der University of Oxford abgebrochen hatte, wechselte er an das Royal College of Music in London.

## Werk
Webber lernte den Texter Tim Rice kennen und es entwickelte sich eine intensive Zusammenarbeit, in deren Folge Rice die Texte zu diversen Werken Webbers verfasste. Ihre erste Zusammenarbeit war das Musical The Likes of Us 1965. Es folgten zahlreiche Werke, hauptsächlich Musicals, aber auch Popsongs sowie die Filmmusik zu zwei Spielfilmen und ein Requiem. Webber ist der erfolgreichste Musical-Komponist der Gegenwart; seine Werke wurden teilweise über Jahrzehnte an vielen bekannten Plätzen wie dem Londoner West End oder dem Broadway aufgeführt. Sein erster Nr.-1-Hit in Großbritannien war Any dream will do aus Joseph. Viele seiner Songs wurden Welthits, wie etwa Don’t Cry for Me Argentina aus dem Stück Evita oder Memory aus dem Musical Cats.
Mehrere seiner Musicals wurden auch verfilmt. Die bekanntesten Filmadaptionen sind die Kinofilme Jesus Christ Superstar (1973), Evita (1996), Das Phantom der Oper (2004) und Cats (2019).
Lloyd Webber komponierte darüber hinaus zahlreiche Einzelsongs für verschiedene Zwecke, zum Beispiel It’s Easy For You, der auf dem letzten Elvis-Presley-Studioalbum vor dessen Tod erschien, und Amigos Para Siempre (Friends For Life), die offizielle Hymne der Olympischen Spiele 1992 in Barcelona, gesungen von Sarah Brightman und José Carreras.
Lloyd Webber komponierte und produzierte den Titel It’s My Time als Beitrag des Vereinigten Königreichs für den Eurovision Song Contest 2009. Im Finale des Songcontests in Moskau belegte der Beitrag den fünften Platz.
2012 komponierte er zusammen mit Gary Barlow den offiziellen Song Sing zum diamantenen Thronjubiläum von Königin Elisabeth II., der beim Diamond Jubilee Concert aufgeführt wurde.
2022 war Webber in der vierten Folge der achten Staffel der US-amerikanischen Version von The Masked Singer Mitglied im Rateteam. Die Episode war seinem künstlerischen Werk gewidmet, weswegen alle Kandidaten Lieder aus von ihm komponierten Musicals sangen. Zudem bot die Jurorin Nicole Scherzinger am Anfang der Folge Memory dar, während ihr Kollege Ken Jeong das Phantom imitierte.

## Stiftungen und Gründungen
1994 gründete Webber den Open Churches Trust, der mit großem Erfolg dafür sorgt, dass in Großbritannien Kirchen, die sonst geschlossen wären, offen sein können, „um denen, die es brauchen, einen Zufluchtsort für Frieden, Trost und Gebet zu ermöglichen, und denen, die gerne eine Kirche besichtigen möchten, Zutritt zu geben“.
1977 gründete er das international agierende Unternehmen Really Useful Group, das unter anderem alle Rechte an seinen Werken hält. Laut Sunday Times verfügte Andrew Lloyd Webber 2020 über ein Vermögen von 800 Mio. GBP (ca. 900 Mio. Euro) und ist damit – gemeinsam mit Paul McCartney – der wohlhabendste Musiker Großbritanniens.
Im Herbst 2024 stiftete Andrew Lloyd Webber ein neues öffentliches Klavier für den Bahnhof St Pancras. Es wurde im Ankunftsbereich der Eurostar-Passagiere aufgestellt und ersetzte dort ein älteres Instrument, das sich zuletzt in sehr schlechtem Zustand befunden hatte.

## Ehrungen
Webber erhielt für seine Werke eine Reihe hoher Auszeichnungen. Darunter sind u. a. der Oscar, ein Emmy, drei Grammy Awards, acht Tony Awards und ein Golden Globe. Er wurde am 29. Oktober 1992 von Königin Elisabeth II. als Knight Bachelor zum Ritter geschlagen und 1995 in die Songwriters Hall of Fame aufgenommen. Im gleichen Jahr wurde ihm das Praemium Imperiale verliehen. Am 18. Februar 1997 wurde er als Baron Lloyd-Webber of Sydmonton (gelegen im County of Hampshire) zum Life Peer erhoben und gehörte damit dem House of Lords an. Er war dort Lord der Conservative Party. Im Oktober 2017 gab er dieses politische Amt auf.
Am 23. April 2024 wurde Lloyd Webber von König Charles III. zum Ritter des Hosenbandordens berufen.

## Familie
Webber ist zum dritten Mal verheiratet. Am 24. Juli 1971 heiratete er Sarah Hugill. Die beiden bekamen zwei Kinder, eine Tochter (Imogen; * 31. März 1977) und einen Sohn (Nicholas; * 2. Juli 1979; † 25. März 2023). Das Paar wurde 1983 geschieden. Seine zweite Frau war die Sopranistin Sarah Brightman, die er am 22. März 1984 heiratete. Die kinderlose Ehe wurde im Jahr 1990 geschieden. Am 1. Februar 1991 heiratete er dann Madeleine Gurdon, mit der er zwei Söhne (Alastair Adam; * 3. Mai 1992 sowie William Richard; * 24. August 1993) und eine Tochter (Isabella Aurora; * 30. April 1996) hat.

## Werke

### Musicals
- The Likes of Us (1965) (Text: Tim Rice) (basierend auf dem Leben des Philanthropen Thomas John Barnardo)
- Joseph and the Amazing Technicolor Dreamcoat (1968, Neubearbeitung 1991) (Text: Tim Rice) (basierend auf der biblischen Geschichte von Joseph in Ägypten)
- Jesus Christ Superstar (1970) (Text: Tim Rice) (basierend auf der biblischen Darstellung der Passion Jesu Christi)
- Jeeves (1975) bzw. By Jeeves (Neubearbeitung 1996) (Text: Alan Ayckbourn) (basierend auf P.  G. Wodehouses Jeeves-Geschichten)
- Evita (1976) (Text: Tim Rice) (basierend auf Eva Peróns Leben)
- Cats (1981) (basierend auf T. S. Eliots Old Possum’s Book Of Practical Cats von 1939)
- Starlight Express (1984) (Text: Richard Stilgoe, zusätzlicher Text: Don Black) (basierend auf der Kinderbuchreihe The Railway Series)
- Cricket (1986) (Text: Tim Rice)
- Das Phantom der Oper (1986) (Text: Richard Stilgoe/Charles Hart) (basierend auf dem gleichnamigen Roman von Gaston Leroux von 1911)
- Aspects of Love (1989) (Text: Don Black) (basierend auf dem gleichnamigen Roman von David Garnett von 1955)
- Sunset Boulevard (1993) (Text: Don Black) (basierend auf dem gleichnamigen Film von Billy Wilder von 1950)
- Whistle Down the Wind (1996) (Text: Jim Steinman) (basierend auf dem Bryan-Forbes-Film von 1961)
- The Beautiful Game (2000) (Text: Ben Elton)
- The Woman in White (2004) (Text: David Zippel) (basierend auf dem gleichnamigen Roman von Wilkie Collins von 1860)
- Liebe stirbt nie (2010), (Text: Glenn Slater, Ben Elton) (basierend auf dem Roman Das Phantom von Manhattan von Frederick Forsyth von 1997)
- The Wizard of Oz (2011), (Musik: Harold Arlen und Andrew Lloyd Webber, Text: E. Y. Harburg und Tim Rice) (basierend auf dem gleichnamigen Musicalfilm von Victor Fleming von 1939)
- Stephen Ward (2013), (Text: Christopher Hampton, Don Black) (basierend auf der Profumo-Affäre in den Jahren 1962/63)
- School of Rock (2015), (Text: Glenn Slater) (basierend auf dem gleichnamigen Film von Richard Linklater von 2003)
- Cinderella (2021), (Text: David Zippel (basierend auf dem Märchen Aschenputtel))

### Filmmusik
- Auf leisen Sohlen (Gumshoe) (1971) – Regie: Stephen Frears
- Die Akte Odessa (The Odessa File) (1974) – Regie: Ronald Neame

### Weitere Werke (Auswahl)
- Variations (1978) (Variationen über ein Thema von Paganini)
- Tell Me On A Sunday (1979) (Text: Don Black) (Liederzyklus)
- Song And Dance (1982) (Text: Don Black) (Zusammenfassung von Tell Me On A Sunday (= 1. Akt) und Variations (= 2. Akt))
- Requiem (1985) (Lateinische Totenmesse in Erinnerung an Lloyd Webbers 1982 verstorbenen Vater)

## Chartplatzierungen

### Alben
| Jahr | Titel                                                          | Höchstplatzierung, Gesamtwochen, AuszeichnungChartplatzierungen (Jahr, Titel, Platzierungen, Wochen, Auszeichnungen, Anmerkungen) | Höchstplatzierung, Gesamtwochen, AuszeichnungChartplatzierungen (Jahr, Titel, Platzierungen, Wochen, Auszeichnungen, Anmerkungen) | Höchstplatzierung, Gesamtwochen, AuszeichnungChartplatzierungen (Jahr, Titel, Platzierungen, Wochen, Auszeichnungen, Anmerkungen) | Höchstplatzierung, Gesamtwochen, AuszeichnungChartplatzierungen (Jahr, Titel, Platzierungen, Wochen, Auszeichnungen, Anmerkungen) | Höchstplatzierung, Gesamtwochen, AuszeichnungChartplatzierungen (Jahr, Titel, Platzierungen, Wochen, Auszeichnungen, Anmerkungen) | Anmerkungen                       |
| Jahr | Titel                                                          | DE | AT | CH | UK | US | Anmerkungen                       |
| ---- | -------------------------------------------------------------- | --- | --- | --- | --- | --- | --------------------------------- |
| 1970 | Jesus Christ Superstar – A Rock Opera                          | DE11 (17 Wo.)DE | AT4 Gold · (14 Wo.)AT | — | — | US— PlatinUS | Charteinstieg in AT erst 1974     |
| 1977 | Evita                                                          | DE6 (12 Wo.)DE | — | — | — | US— PlatinUS |                                   |
| 1978 | Variations                                                     | — | — | — | UK2 Platin · (19 Wo.)UK | — |                                   |
| 1985 | Requiem                                                        | — | — | — | UK— PlatinUK | US77 (14 Wo.)US |                                   |
| 1987 | Highlights From The Phantom Of The Opera                       | — | AT3 (22 Wo.)AT | CH— ×2DoppelplatinCH | — | US— ×4VierfachplatinUS | Charteinstieg in AT erst 1989     |
| 1987 | The Phantom Of The Opera – Original Cast Recording             | — | AT2 Platin · (20 Wo.)AT | — | — | — | Charteinstieg in AT erst 1989     |
| 1991 | The Premiere Collection                                        | — | — | — | UK100 ×3Dreifachplatin · (1 Wo.)UK                                                                                                | US130 Platin · (14 Wo.)US | Charteinstieg in UK erst 1994     |
| 1993 | The Premiere Collection Encore                                 | — | — | — | UK— PlatinUK | US191 (6 Wo.)US |                                   |
| 1993 | Sunset Boulevard – The Andrew Lloyd Webber Musical             | — | — | — | — | US170 (1 Wo.)US |                                   |
| 1994 | Die grossen Musical-Erfolge von Andrew Lloyd Webber            | DE83 (5 Wo.)DE | — | — | — | — |                                   |
| 1994 | Phantom of The Opera                                           | — | — | CH14 ×3Dreifachplatin · (9 Wo.)CH                                                                                                 | UK93 (1 Wo.)UK | US— ×4VierfachplatinUS | Charteinstieg in CH erst 1996     |
| 1994 | The Very Best of Andrew Lloyd Webber – The Broadway Collection | DE12 (24 Wo.)DE | — | — | UK— PlatinUK | — |                                   |
| 1994 | Sunset Boulevard American Premiere Recording                   | — | — | — | — | US191 (1 Wo.)US |                                   |
| 1996 | Very Best of...Broadway Collection                             | — | — | — | — | US155 (7 Wo.)US |                                   |
| 1997 | Highlights From Jesus Christ Superstar                         | — | — | — | UK100 (1 Wo.)UK | — |                                   |
| 2002 | Gold                                                           | — | — | — | UK— PlatinUK | US110 (1 Wo.)US |                                   |
| 2004 | The Phantom of the Opera                                       | DE33 (7 Wo.)DE | AT24 (8 Wo.)AT | CH34 (9 Wo.)CH | UK40 Platin · (12 Wo.)UK | — |                                   |
| 2021 | Symphonic Suites                                               | — | — | — | UK35 (1 Wo.)UK | — | The Andrew Lloyd Webber Orchestra |

grau schraffiert: keine Chartdaten aus diesem Jahr verfügbar

### Videoalben
| Jahr | Titel                    | Höchstplatzierung, Gesamtwochen, AuszeichnungChartplatzierungen (Jahr, Titel, Platzierungen, Wochen, Auszeichnungen, Anmerkungen) | Höchstplatzierung, Gesamtwochen, AuszeichnungChartplatzierungen (Jahr, Titel, Platzierungen, Wochen, Auszeichnungen, Anmerkungen) | Höchstplatzierung, Gesamtwochen, AuszeichnungChartplatzierungen (Jahr, Titel, Platzierungen, Wochen, Auszeichnungen, Anmerkungen) | Höchstplatzierung, Gesamtwochen, AuszeichnungChartplatzierungen (Jahr, Titel, Platzierungen, Wochen, Auszeichnungen, Anmerkungen) | Höchstplatzierung, Gesamtwochen, AuszeichnungChartplatzierungen (Jahr, Titel, Platzierungen, Wochen, Auszeichnungen, Anmerkungen) | Anmerkungen |
| Jahr | Titel                    | DE | AT | CH | UK | US | Anmerkungen |
| ---- | ------------------------ | --- | --- | --- | --- | --- | ----------- |
| 2004 | Live Musicals Collection | — | — | — | UK1 (108 Wo.)UK | — |             |

## Auszeichnungen für Musikverkäufe
| Silberne Schallplatte - Vereinigtes Königreich - 1981: für das Album Cats (London) - 1993: für das Album Highlights From Cats - 2013: für das Album The Best of Andrew Lloyd Webber (Crimson) - 2013: für das Album The New Starlight Express - 2013: für das Album Love Never Dies - 2013: für das Album Andrew Lloyd Webber – 60 - 2013: für das Album Spotlight on Andrew Lloyd Webber Goldene Schallplatte - Australien - 1994: für das Album Classical Musicals - 2005: für das Album Phantom of the Opera - Kanada - 1990: für das Videoalbum Video Quartet - 1994: für das Videoalbum The Premiere Collection - Neuseeland - 2002: für das Album Gold - Polen - 2005: für das Album Phantom of the Opera - Schweden - 1990: für das Album Phantom of the Opera - Schweiz - 1991: für das Album Cats (Highlights) - Vereinigtes Königreich - 1985: für das Album Ovation – The Best of Andrew Lloyd Webber - 1985: für das Album Performance – The Very Best of Tim Rice and Andrew Lloyd Webber - 1989: für das Album Love Songs - 1993: für das Album Cats - 2001: für das Album Timeless Favourites - 2013: für das Videoalbum Music of Andrew Lloyd Webber - 2013: für das Album The Music of Andrew Lloyd Webber - 2013: für das Album Andrew Lloyd Webber – Essential - 2013: für das Album The Andrew Lloyd Webber Musical Box - 2013: für das Videoalbum The Best of Andrew Lloyd Webber - 2015: für das Album Joseph | Platin-Schallplatte - Europa - 1996: für das Album The Very Best of Andrew Lloyd Webber – The Broadway Collection - Kanada - 1990: für das Album The Premiere Collection - Neuseeland - 1993: für das Album The Premiere Collection Encore - 1996: für das Album Very Best of...Broadway Collection - Schweiz - 1993: für das Album Cats (English) - 1995: für das Album Cats (Deutsches Original) - Vereinigte Staaten - 1988: für das Album Cats (Original Cast) - 1996: für das Videoalbum The Premiere Collection Encore - Vereinigtes Königreich - 2018: für das Album Joseph & The Amazing 2× Platin-Schallplatte - Australien - 1989: für das Album The Premiere Collection Encore - Kanada - 1990: für das Album Phantom of the Opera - 1991: für das Album The Best of Andrew Lloyd Webber - Vereinigtes Königreich - 1988: für das Album The Best of Andrew Lloyd Webber (Really Useful) - 2020: für das Videoalbum Jesus Christ Superstar – Live Arena Tour | 3× Platin-Schallplatte - Vereinigtes Königreich - 2013: für das Videoalbum Jesus Christ Superstar 4× Platin-Schallplatte - Vereinigtes Königreich - 2013: für das Videoalbum Andrew Lloyd Webber – Celebration 6× Platin-Schallplatte - Neuseeland - 1989: für das Album The Premiere Collection 14× Platin-Schallplatte - Vereinigtes Königreich - 2018: für das Videoalbum Joseph & The Amazing Technicolor 19× Platin-Schallplatte - Vereinigtes Königreich - 2020: für das Videoalbum Cats |

Anmerkung: Auszeichnungen in Ländern aus den Charttabellen bzw. Chartboxen sind in ebendiesen zu finden.
| Land/RegionAuszeichnungen für Musikverkäufe (Land/Region, Auszeichnungen, Verkäufe, Quellen) | Silber     | Gold       | Platin       | Verkäufe   | Quellen              |
| -------------------------------------------------------------------------------------------- | ---------- | ---------- | ------------ | ---------- | -------------------- |
| Australien (ARIA)                                                                            | —          | 2× Gold2   | 2× Platin2   | 210.000    | aria.com.au          |
| Europa (IFPI)                                                                                | —          | —          | Platin1      | 1.000.000  | ifpi.org             |
| Kanada (MC)                                                                                  | —          | 2× Gold2   | 5× Platin5   | 600.000    | musiccanada.com      |
| Neuseeland (RMNZ)                                                                            | —          | Gold1      | 8× Platin8   | 157.500    | Einzelnachweise      |
| Österreich (IFPI)                                                                            | —          | Gold1      | Platin1      | 75.000     | ifpi.at              |
| Polen (ZPAV)                                                                                 | —          | Gold1      | —            | 20.000     | olis.pl              |
| Schweden (IFPI)                                                                              | —          | Gold1      | —            | 50.000     | sverigetopplistan.se |
| Schweiz (IFPI)                                                                               | —          | Gold1      | 7× Platin7   | 375.000    | hitparade.ch         |
| Vereinigte Staaten (RIAA)                                                                    | —          | —          | 13× Platin13 | 12.100.000 | riaa.com             |
| Vereinigtes Königreich (BPI)                                                                 | 7× Silber7 | 12× Gold12 | 54× Platin54 | 7.170.000  | bpi.co.uk            |
| Insgesamt                                                                                    | 7× Silber7 | 21× Gold21 | 91× Platin91 |            |                      |

## Künstlerauszeichnungen (Auswahl)
- Oscar, für den Song „You Must Love Me“ aus Evita
- Tony Award (8×), je 2× für Evita, Cats und Sunset Boulevard, sowie für Das Phantom der Oper und für das Lebenswerk
- Grammy Award (4×), für Evita, Cats, Requiem und das Lebenswerk
- Emmy (1×), für die Live-Version von Jesus Christ Superstar
- Golden Globe Award, für den Song „You Must Love Me“ aus Evita
- Stern auf dem Hollywood Walk of Fame
- Mitglied der Songwriters Hall of Fame sowie der American Theater Hall of Fame
- Ivor Novello Award (14×)
- Laurence Olivier Award (8×)
- American Society of Composers, Authors and Publishers Awards: Richard Rogers Award for Excellence in Musical Theatre sowie als erster Komponist Triple Play-Auszeichnung
- Praemium Imperiale